# Villa Seilern

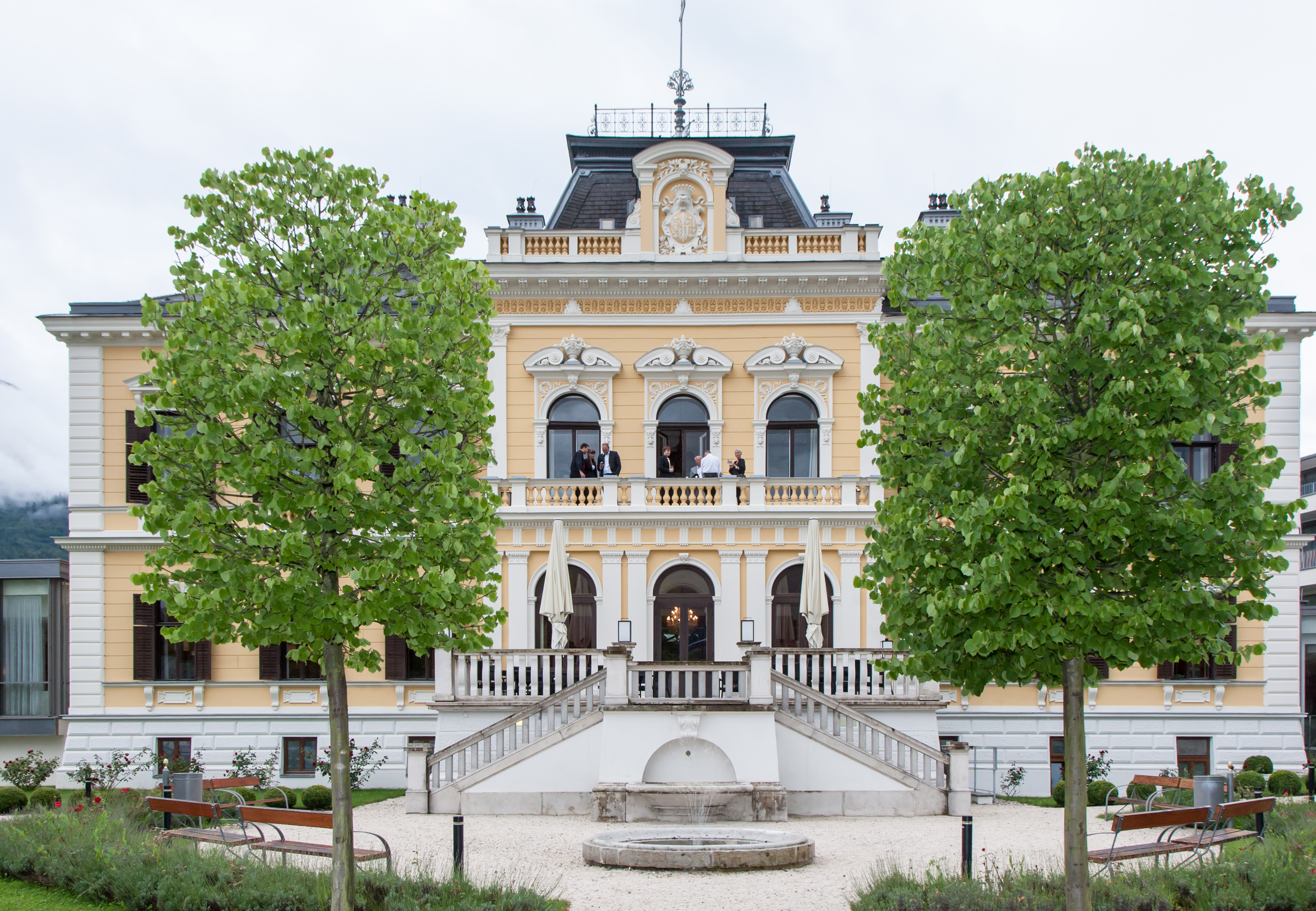
Vorderansicht der historischen Villa Seilern in Bad Ischl

Die Villa Seilern ist ein historisches Bauwerk, Hotel und Kurhaus in Bad Ischl in Oberösterreich.

## Geschichte
Die heute als Hotelbetrieb geführte historistische Villa wurde 1881 unter dem Wiener Stadtbaumeister Wilhelm Pils nach Auftrag der verwitweten Bauherrin Elisabeth Reichsgräfin von Seilern und Aspang erbaut. Die Original-Baupläne sind heute noch erhalten und befinden sich im Stadtbauamt Bad Ischl. Nach der Fertigstellung fanden im gesellschaftlich offenen Haus Teekonzerte und Theaterabende statt, bekannte Künstler wie Johann Strauss und Alexander Girardi unterhielten eine illustre Gästeschar. Die Villa Seilern war ab 1907 Sommerresidenz von Erzherzog Friedrich mit seiner Familie, auch Thronfolger Franz Ferdinand weilte dort. 1909, kurz vor ihrem Tod, verkaufte Gräfin von Seilern die Villa an einen in Wien ansässigen Herrn Landau, und folgend wechselten mehrfach die Eigentümer: 1919 der Wiener Schweinegroßhändler Wotraubek, 1923 der jüdischstämmige Großindustrielle Oskar Inwald-Waldtreu.
Im Oktober 1938 verkaufte Inwald die Villa seinem Schwiegersohn Viktor Geza von Erös de Bethlenfalva, dem Mann seiner Tochter Maria. Anton Kaindlsdorfer, Direktor der Sparkasse Bad Ischl und Ortsgruppenleiter der NSDAP-Gruppe „Saureis-Unterberger“, empörte sich darüber, dass der Kaufvertrag lediglich dazu diene, diese Liegenschaft der Familie zu sichern. Er schrieb an die Gestapo: „Der Jude Inwald besitzt große Fabriken im Sudetenland und ist sehr reich. Sein Schwiegersohn Géza Erös hat einen großen Lebenswandel geführt und ist für die Zukunft auch sonst von Seiten dieses Juden versorgt worden.“ Géza Erös sei „geistig wenigstens ebenso verjudet“ wie sein Schwiegervater und „körperlich nach den Mitteilungen […] zweifellos ein Halbjude“. Eine von Kaindlsdorfer geforderte Revision der Eigentumsübertragung wurde aber nicht durchgeführt, weder von der Gestapo noch von dem Sonderbeauftragten für die Arisierung, Wilhelm Haenel. Oskar Inwald starb am 31. Dezember 1938 in seiner Wiener Wohnung durch Suizid mit Tabletten, Maria und Viktor Géza von Erös de Bethlenfalva emigrierten im Mai 1939 in die USA.
Im Jahr 1951 verkauften Maria und Géza Erös das Gebäude an die OÖ. Lehrer-Kranken- und Unfallfürsorge (LKUF), die es zum Kurheim der Lehrerschaft umbauen ließ, wobei die Kurgäste in der Villa wohnten und zu den Behandlungen in die umliegenden Thermen gingen. Von September 2006 bis April 2008 wurde die Villa von Architekt Georg Scheicher durch einen Hotel- und Wellnessbereich ergänzt.

## Beschreibung

### Lage
Die Villa Seilern liegt am Westende des Kurparks von Bad Ischl.

### Historische Villa
Die prunkvolle Sommerresidenz ist streng symmetrisch gestaltet. Eine Freitreppe führt zum hervortretenden, neobarocken Mittelteil. Das große Allianzwappen in der Mittelachse über dem zweiten Geschoß erinnert noch heute an die Erbauerin Elisabeth Seilern, eine geborene Stürgkh, denn es zeigt aus Sicht der Betrachtenden links das Wappen der Familie Seilern und rechts jenes der Familie Stürgkh mit den beiden Störchen. Die Größe der Villa war nötig, um eine herrschaftliche Familie samt Personal einen Sommer lang zu beherbergen.
Im Altbau befinden sich heute das Restaurant und die Seminarräumlichkeiten des Hotels.

### Neubau
Der Neubau umfasst die Empfangsbereich des Hotels und den an den Geländeverlauf angepassten Zimmertrakt im Norden, den Wellnessbereich im westlichen Hinterbereich und den Wintergarten im Süden. Eine der Herausforderungen beim Neubau war es gewesen, den denkmalgeschützten historischen Altbau optisch nicht in den Hintergrund zu drängen, was durch mehrere Maßnahmen gelang: Die neuen Gebäudeteile sind niedriger gehalten als die historische Villa. Die drei Verbindungsgänge zwischen Neu- und Altbau sind verglast, ebenso wie die rechterhand gelegene Hotellobby und der links gelegene Wintergarten. Die restlichen Fassaden sind durch Metallstäbe und geschwungene Holzlatten aufgelockert und in dezenten grauen und braunen Farbtönen gestaltet. Außerdem sind die Neubauten und deren Interieur im Kontrast zur alten Villa bewusst asymmetrisch gestaltet.